# Бібліотекарі (телесеріал)
Бібліоте́карі (англ. The Librarians) — американський телесеріал, прем'єрний показ якого відбувся на телеканалі «TNT» 7 грудня 2014 року. Серіал продовжує історію про Бібліотекаря Флінна Карсена з відомої трилогії фільмів «Бібліотекар», до якого долучаються ще три Бібліотекарі та їхня Вартова, разом із якими він бореться з культами, шукає артефакти й рятує світ від неконтрольованої магії.

## Сюжет
Серіал оповідає про чотирьох людей: Єву Бейрд (Ребекка Ромейн), яку обрано Бібліотекою бути новим Вартовим, а також Єзекіїля, Кассандру та Джейкоба, які були запрошені до Бібліотеки стати Бібліотекарем, але з деяких причин не з'явилися на співбесіду. На їхньому місці поточний Бібліотекар Флінн Карсен (Ноа Вайлі) шукає Бібліотеку (загублену в часі та просторі протягом пілотного епізоду). Четвірка стає новою командою Бібліотекарів задля розкриття неймовірних таємниць, повернення потужних артефактів і боротьби з надприродними загрозами, особливо силами Зміїного Братства на чолі з таємничим безсмертним Дулаком (Метт Фрюер).
Другий сезон пропонує пару нових лиходіїв, обох із літератури: Просперо (Річард Кокс) з Шекспірівської Бурі та Моріарті (Девід С. Лі), головний непримиренний ворог Шерлока Холмса. Перший позиціюється як більше зло, намагаючись використати магію для знищення світу задля його перебудови більше на свій смак. Моріарті радше сірий лиходій — переважно на боці Просперо, але готовий пристати до Бібліотекарів, коли це задовольняє його власним інтересам.
Третій сезон вводить нового лиходія Апепа, єгипетського бога Хаосу. Після поразки від першого Бібліотекаря Джадсона та його Вартової Шарлін, він таємничим чином воскресає, оволодіваючи багатьма людьми на шляху до виконання своєї місії зі звільнення чистого зла у світ. Намагаючись спинити Апепа, дії Бібліотекарів ретельно досліджуються генералом Синтією Роквелл (Ванесса Вільямс) із нової таємної урядової організації під назвою D.O.S.A. (англ. Department of Statistical Anomalies — Департамент Статистичних Аномалій, ДСА).
Четвертий сезон відходить від сюжетних арок тривалістю в сезон на користь самостійних епізодів, але все ще наявна спільна тема проведення церемонії Флінна й Єви, щоби стати безсмертними та прив'язати Бібліотеку до Землі, а також повернення Ніколь Ніхто, Фліннового першого Вартового, та конфлікту між Бібліотекарями через припущення колишнього Бібліотекаря Даррінгтона Дара, що за раз може бути лише один Бібліотекар, або наслідком стане катастрофа на кшталт тієї, що спричинила Темні Віки.

## Епізоди
12 лютого 2015 року TNT поновив серіал на 10-епізодний другий сезон, який транслювався з 1 листопада до 27 грудня 2015 року. 15 грудня 2015 року TNT поновив серіал на 10-епізодний третій сезон, який транслювався з 20 листопада 2016 року до 22 січня 2017. 24 січня 2017 року TNT поновив серіал на четвертий сезон, прем'єра якого відбулася 13 грудня 2017 року.
| Сезон | Епізоди | Епізоди | Оригінальний показ | Оригінальний показ |
| Сезон | Епізоди | Епізоди | Останній показ     | Перший показ       |
| ----- | ------- | ------- | ------------------ | ------------------ |
| 1     | 10      | 10      | 7 грудня 2014      | 18 січня 2015      |
| 2     | 10      | 10      | 1 листопада 2015   | 27 грудня 2015     |
| 3     | 10      | 10      | 20 листопада 2016  | 22 січня 2017      |
| 4     | 12      | 12      | 13 грудня 2017     | 7 лютого 2018      |

## Персонажі

### Бібліотекарі
| Актор    | Персонаж |
| -------- | --- |
|          | Єва Бейрд — вартовий Бібліотекаря та стажистів. До роботи у Бібліотеці була полковником антитерористичного загону НАТО. Вона симпатизує Флінну Карсену, але не хоче справжніх почуттів. До магії ставиться вкрай скептично, тому перед кожним завданням, Дженкінс змушений переконувати її в існуванні надприродного. Але з усіх Бібліотекарів саме Бейрд найбільш зв'язана з магічним: вона виконує роботу Санти та рятує Ткацький верстат Долі.                                 |
|          | Джейкоб Стоун — працівник нафтодобувних станцій. Жив у Оклахомі. IQ — 190. Був прийнятий до Сорбонни та Кембриджу, але відмовив обом університетам. Останні двадцять років під псевдонімом писав книги з історії мистецтв Європи. Йому однаково приємно як розповідати про мистецтво, так і брати участь у бійці в барі. Основна роль у команді — визначати все про мистецькі пам'ятки.                                                                                           |
|          | Кассандра Кіліан — надрозумна дівчина, що працювала прибиральницею в лікарні. Вона синестет, усі її відчуття пов'язані з пам'яттю. Цифри в її голові кольорові, а наука звучить нотами. Також вона вміє подумки виконувати дії над надзвичайно великими числами. В її мозку відбуваються незворотні зміни, тому вона легко піддається маніпуляціям Зміїного Братства та зраджує Бібліотекарів. Потім протягом всього часу їй доводиться наново доводити свою вірність Бібліотеці. |
| Джон Кім | Єзекіїль Джонс — крадій світового масштабу. Якщо Джейкоб полюбляє мистецтво за його духовну цінність, то Єзекіїль — за матеріальну складову. В одній із серій говориться, що Єзекіїль — найгірша версія самого себе. Він дуже корисний при проникненні до місць, що охороняються. |
|          | Дженкінс — завідувач Портлендською філією Бібліотеки. Він волів би провести свої старечі роки наодинці з магією, тому не радий, коли Бібліотекарі обирають філію своєю базою. Але саме він найбільше допомагає стажистам та готує їх до порятунку світу після пошкодження Ткацького верстата Долі. Він живе понад тисячу років, а справжнє його ім'я — Ґалахад. |
|          | Флінн Карсен — незмінний Бібліотекар протягом останніх десяти років. Попри те, що Флінн — основний Бібліотекар, він з'являється у першому сезоні лише в чотирьох серіях. Одразу після зникнення Бібліотеки він вирушає на її пошуки та з'являється у філії лише кілька разів. Він теж симпатизує Єві та зрештою запрошує її на побачення. |

### Лиходії
| Актор          | Персонаж |
| -------------- | --- |
|                | Дулак — лідер Зміїного Братства, котрий бажає повернути магію до світу та стати його фактичним володарем. З'ясовується, що справжнє його ім'я — Ланселот. Наприкінці першого сезону плани Дулака зазнають поразки, а сам він зникає.    |
|                | Ламія — помічниця Дулака, закохана у нього. Помирає від його руки як жертва для відкриття дверей до Ріки Часу. |
| Річард Кокс    | Просперо — персонаж п'єси Вільяма Шекспіра «Буря», котрий ожив у реальному світі в тілі самого поета. З'являється у другому сезоні. Прагнув захопити світ, але зрештою Бібліотекарі зупинили його, зламавши патерицю та втопивши книгу. |
| Девід Лі       | Джеймс Моріарті — персонаж книг про Шерлока Холмса, якого Просперо викликав собі на допомогу. |
|                | Синтія Роквелл — генерал антитерористичного загону НАТО і колишній командир Єви Бейрд. У третьому сезоні очолює Департамент Статистичних Аномалії (ДСА, англ. Department of Statistical Anomalies, DOSA).                               |
| Амін Ель Гамал | Апеп — єгипетський бог хаосу. У третьому сезоні намагався вивільнити зло, поховане у Бібліотеці, та наповнити ним світ. Наприкінці сезону Бібліотекарі зупинили його за допомогою ока Ра.                                               |

## Саундтреки
| #  | Назва                                 | Тривалість |
| -- | ------------------------------------- | ---------- |
| 1. | «Two Steps From Hell — Sky Titans»    | 2:07       |
| 2. | «Tom Jones — It's Not Unusual»        | 2:00       |
| 3. | «Tatakau Shisho — Ost The Librarians» | 3:57       |
| 4. | «Hirano Yoshihisa — The Librarians»   | 1:59       |

## Критика

### Відгуки в Інтернеті
Чимало користувачів Всесвітньої мережі розкритикували серіал за надмірну схожість із фільмом «Сховище 13», але в цілому глядачі задоволені як грою акторів, так і сюжетом.

### ЗМІ про серіал
- The Lincoln Journal Star (83/100):

|                  | Це непогано. І дуже весело. Оригінальний текст (англ.) This is over-the-top. And extremely fun. |
| — Джеф Корбелік, |                                                                                                 |

- Boston Herald (67/100):

|   | Бійки з ніндзя в Оклахомі, летючий меч, паяльна лампа з огірка. Боб Ньюхарт, що живе в чарівному дзеркалі. Швидше за все, ви вважатимете цей список речей або нестерпним, або захопитеся ним. Оригінальний текст (англ.) A ninja battle in an Oklahoma dive bar. A magical flying sword that pants like a dog. A blow torch made from a cucumber. Bob Newhart living inside an enchanted mirror. Odds are, this is a list of things you either find totally obnoxious or utterly delightful. |
| — | |

- New York Daily News (60/100):

|   | Попри високий рівень загрози, нічого злого не стається. В усякому разі, час від часу це тупо. Але переглянути варто. Оригінальний текст (англ.) Despite the accordant level of menace, The Librarians never gets too dark. If anything, it sometimes gets too goofy. Still, it’s worth checking out. |
| — | |

- Загалом Metacritic на основі 12 відгуків оцінив фільм на 63 зі 100 балів[13].
- Критика від Rotten Tomatoes (71 %):

|   | Це знайомий матеріал, але Бібліотекарі пропонують сімейно-дружній гумор із суміші дурощів та пригод Оригінальний текст (англ.) It's familiar stuff, but The Librarians offers family-friendly fun with a mixture of silliness and adventure. |
| — | |

## Показ у світі
- Канада — прем'єра відбулася 7 грудня 2014 на каналі Space.[15]
- Латинська Америка — прем'єра відбулася 8 грудня 2014 на Universal Channel.
- Велика Британія — 8 грудня 2014 на Syfy (UK and Ireland)
- Австралія — 9 грудня 2014 на Universal Channel.[16]
- Нова Зеландія — 17 лютого 2015